# Warmoesberg
De Warmoesberg (Frans: rue Montagne aux Herbes Potagères) is een straat in het centrum van Brussel. Ze loopt met twee bochten van de Schildknaapstraat/Arenbergstraat tot de Kreupelenstraat/Komediantenstraat. Zijstraten zijn de Stormstraat en de Wolvengracht. Aan de zuidkant loopt de Warmoesberg over in de Koningsgalerij en aan de noordkant in de Broekstraat.
De naam is ontleend aan de groentenkwekers die hier tot de 17e eeuw moestuinen hadden onder de eerste stadsmuur. Ter hoogte van het huidige nr. 35 lag tot 1568 de Warmoespoort.
Op de Warmoesberg ligt een campus voor hoger onderwijs, bestaande uit het T'Serclaesgebouw (A, B en C) en aan de overkant het Hermesgebouw (1, 2 en 3). De gebouwen worden gedeeld door Hogeschool Odisee en KU Leuven - Campus Brussel.

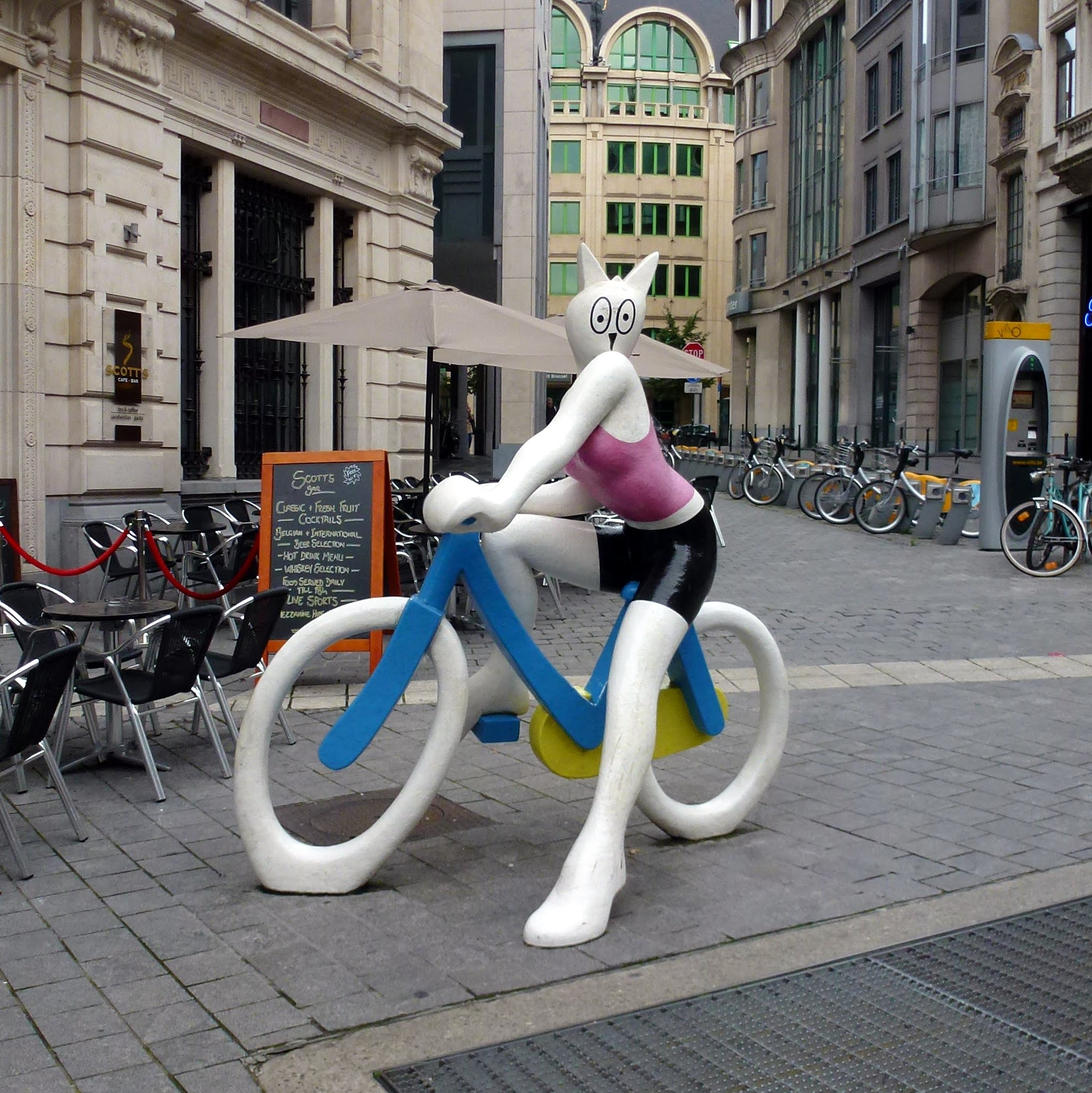
La Cycliste van Alain Séchas (2005)
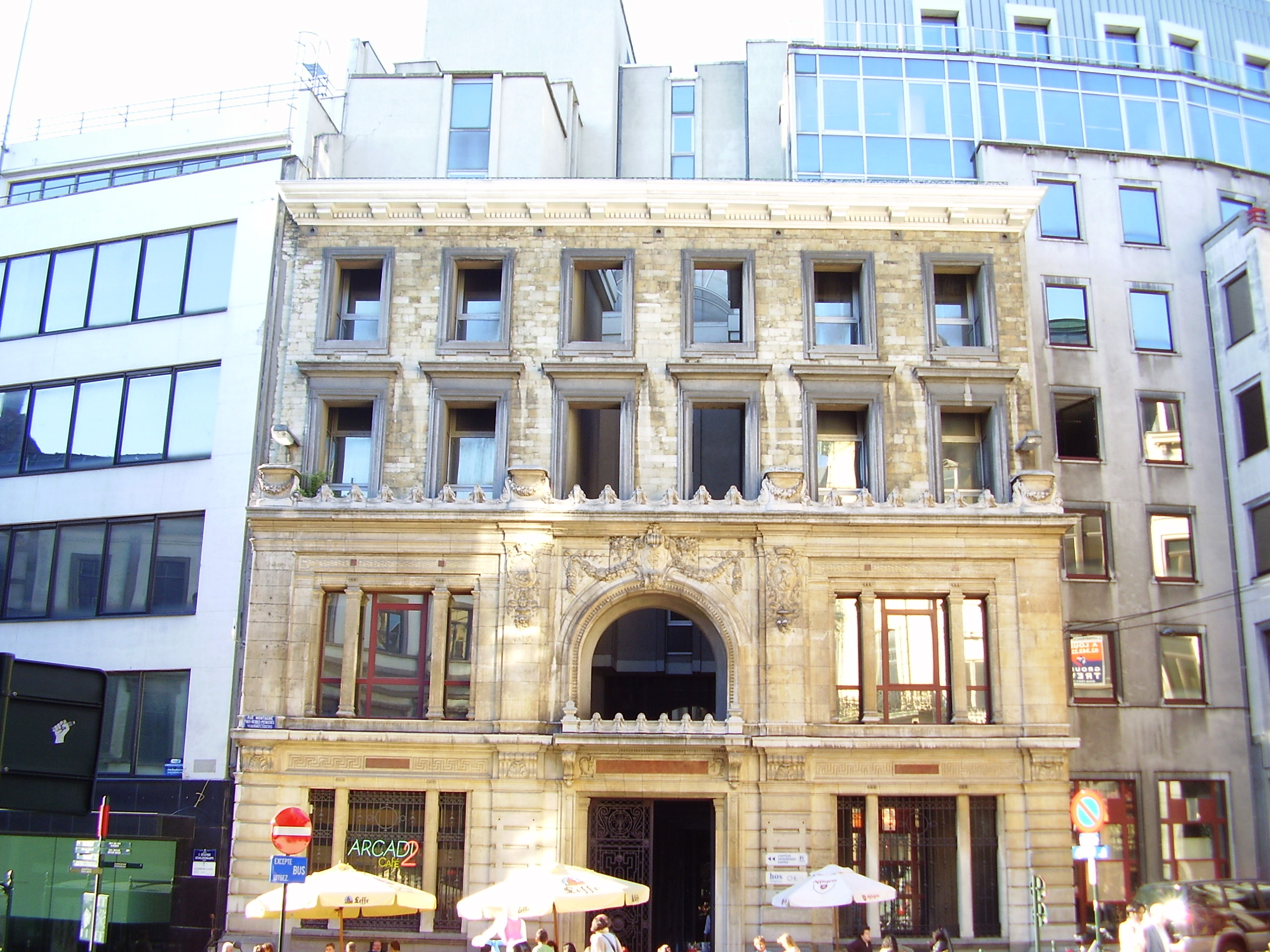
Façadisme op nr. 2
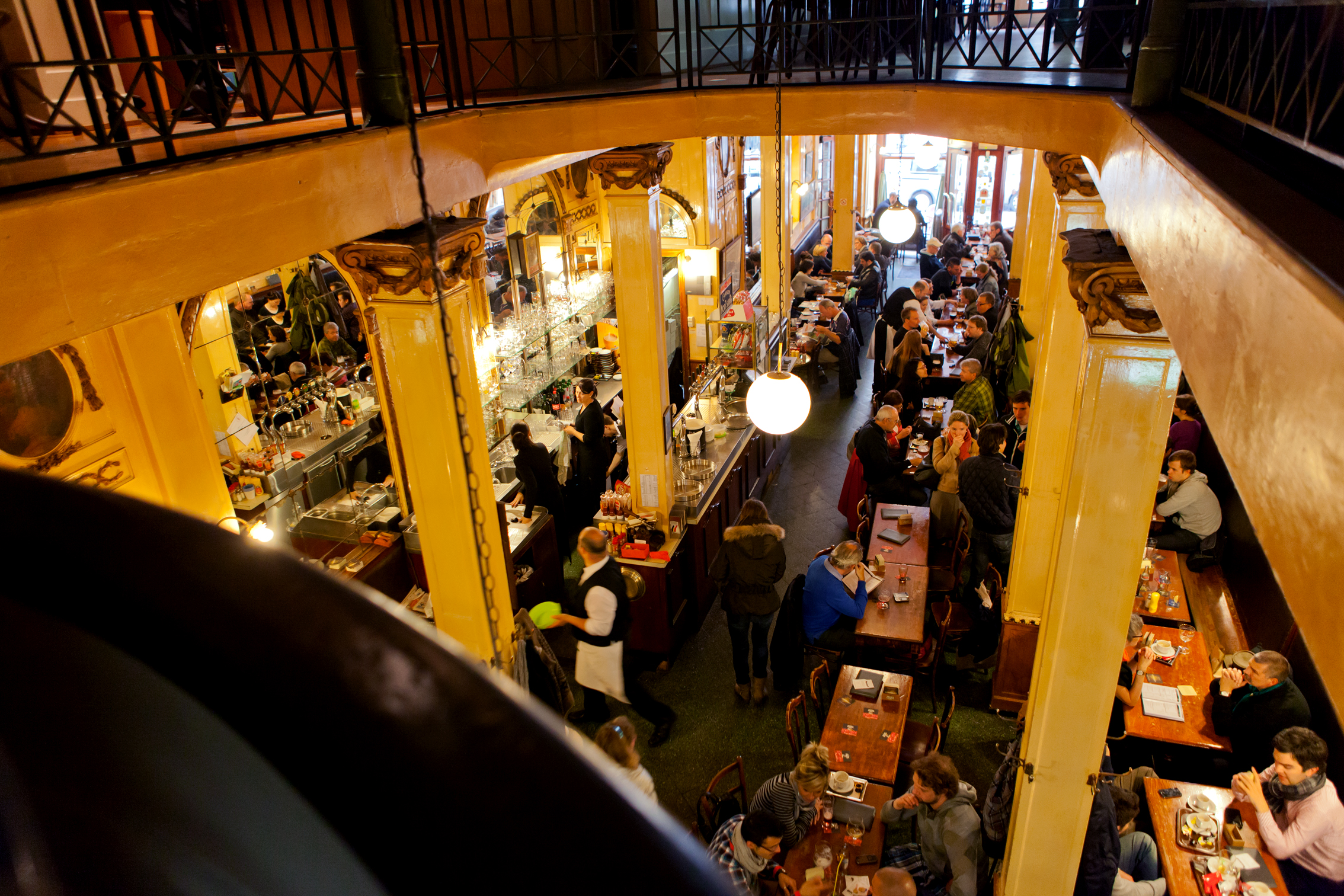
À la Mort Subite
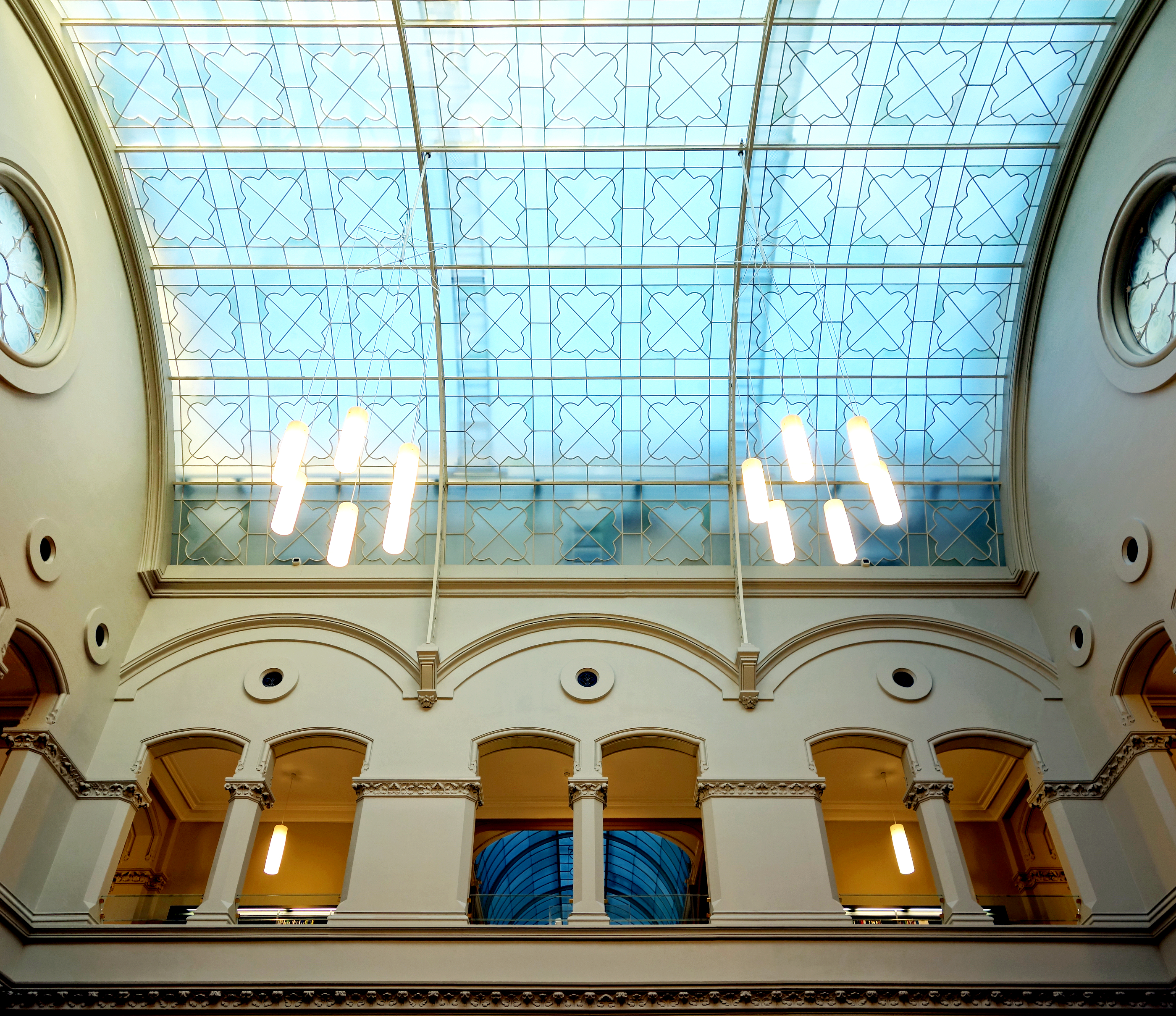
Union du Crédit

## Gebouwen
- nr. 2: Bar geïntegreerd in het T'Serclaesgebouw (1985), voorbeeld van façadisme. Gebouwd als Foire de Leipzig (A. Trappeniers, 1864), liet de Comptoir National d'Escompte de Paris in 1905 aanpassingen doen door architect Paul Saintenoy, met een vernieuwde benedenbouw van de gevel. De Kredietbank liet deze beschermde gevel in 1985 overeind om er een nieuwbouw achter te zetten.
- nr. 5-7: Café À la Mort Subite uit 1902, met een authentiek interieur van Paul Hamesse. Het etablissement gaf zijn naam aan het kriekbier Mort Subite.
- nr. 24-26: T'Serclaesgebouw A en B, gebouwd in 1985
- nr. 43: Hermesgebouw 3, geopend in 2003 (uitbreiding van het in 1987 geopende EHSAL-complex in de Stormstraat 2-8)
- nr. 48:Rijksdienst voor Jaarlijkse Vakantie
- nr. 57: Hoofdkantoor Union du Crédit (Désiré De Keyser, 1872), sinds 1979 eigendom van de Nationale Bank van België. Sinds 2018 is hier het Museum van de Nationale Bank van België gevestigd.

## Voetnoten
1. ↑  Bouwen door de eeuwen heen in Brussel. Binnenstad, P-Z, vol. 1C, 1994, p. 356
2. ↑  Gearchiveerde kopie. Gearchiveerd op 14 november 2016. Geraadpleegd op 30 september 2017.